# Krimml

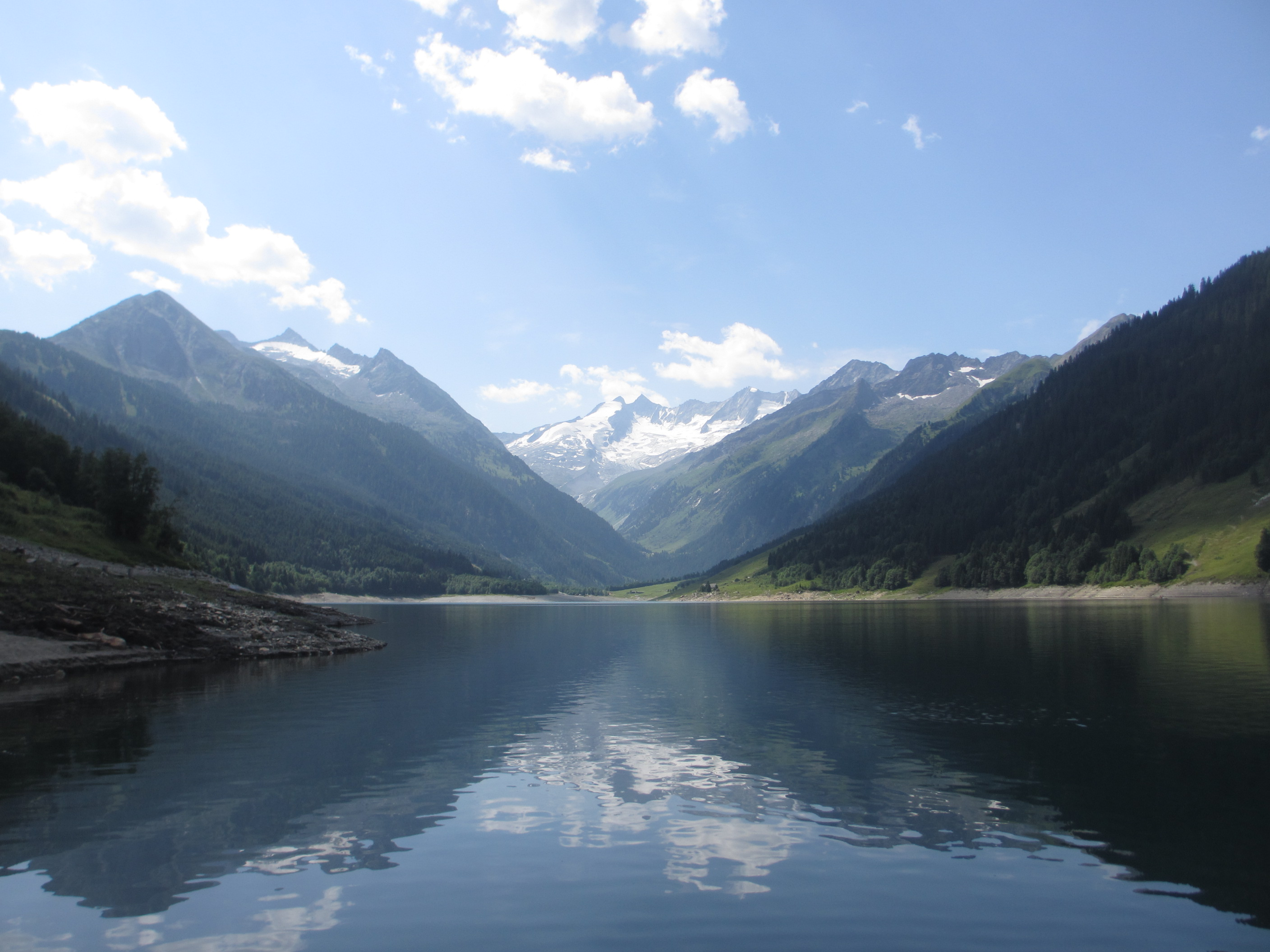
Blick über den Durlaßbodenspeicher in Richtung Wildgerlostal und Reichenspitzgruppe

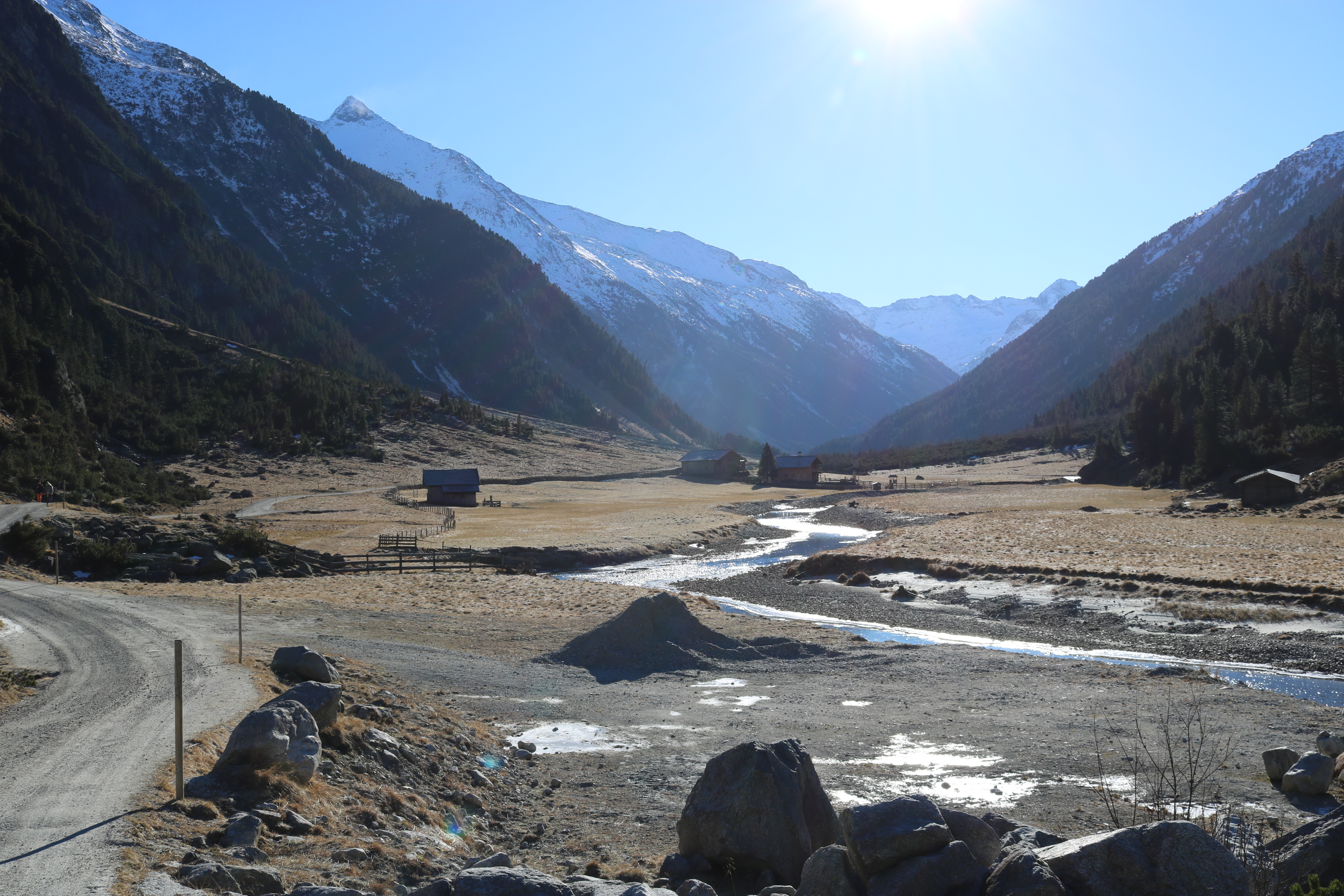
Krimmler Achental

Krimml ist eine österreichische Gemeinde im Bezirk Zell am See (Pinzgau) im Salzburger Land mit 821 Einwohnern (Stand 1. Jänner 2025) und ein Dorf. Sie liegt in der Region Oberpinzgau, etwa 26 Kilometer von deren Hauptort Mittersill sowie 54 Kilometer von der Bezirkshauptstadt Zell am See entfernt und gehört zu den Nationalparkgemeinden Hohe Tauern.

## Geografie
Das Ortszentrum von Krimml liegt auf einer Seehöhe von 1067 Metern, unterhalb des Gerlospasses in einem Talkessel. Krimml ist die südwestlichste Gemeinde des Bundeslandes und verfügt neben Landesgrenzen zu den Tiroler Bezirken Bezirk Schwaz und Bezirk Lienz, auch über eine Grenze zu Südtirol (Italien). Oberhalb der Wasserfälle erstreckt sich das Krimmler Achental mit den beiden Seitentälern Rainbach- und Windbachtal. Vom Krimmler Achental aus führen mit der Birnlücke und dem Krimmler Tauern zwei Fußübergänge ins benachbarte Ahrntal und damit nach Italien. Über das Rainbachtal resp. die Rainbachscharte erreicht man das ebenfalls zu Krimml gehörende Wildgerlostal.
Bekannt ist Krimml vor allem durch die Krimmler Wasserfälle, wo die Krimmler Ache in drei Stufen mit einer Fallhöhe von insgesamt 380 m vom Krimmler Achental in den Talkessel von Krimml stürzt. Während heute allgemein der Ursprung der Salzach am Salzachgeier verortet wird und Krimml somit nicht zum Pinzgauer Salzachtal gezählt werden kann, gilt als weitgehend gesichert, dass in der Vergangenheit die Krimmler Ache als oberster Flusslauf der Salzach begriffen wurde. Erst der Salzburger Pädagoge und Aufklärer Franz Michael Viertaler bestimmte 1796 den Ursprung in der Nordwestecke des Oberpinzgaus.

### Gemeindegliederung
Das Gemeindegebiet umfasst folgende drei Ortschaften (in Klammern Einwohnerzahl Stand 1. Jänner 2025):
- Hochkrimml (36)
- Oberkrimml (540)
- Unterkrimml (245)

Die Gemeinde besteht aus der Katastralgemeinde Krimml.
Während Hochkrimml das Gebiet der Gerlosplatte umfasst, und es sich bei der Besiedlung zum überwiegenden Teil um Ferienwohnungen und -häuser handelt, bilden die beiden anderen Ortsteile den ursprünglichen Ort Krimml.
Als Teil des Staatsbürgerschafts- und Standesamtsverbands Neukirchen am Großvenediger befinden sich die für Krimml zuständige Staatsbürgerschaftsevidenz sowie das Standesamt in Neukirchen am Großvenediger.
Krimml war bis 2002 Teil des Gerichtsbezirks Mittersill und gehört seit 2003 zum Gerichtsbezirk Zell am See.
Gemeinsam mit acht anderen Oberpinzgauer Gemeinden bildet Krimml den Regionalverband Oberpinzgau.
Die Gemeinde ist, gemeinsam mit den anderen Oberpinzgauer Gemeinden bis Hollersbach, Teil des Reinhalteverbandes Oberpinzgau West, welcher die Infrastruktur betreffend Kanalisation und ordnungsgemäßer Entsorgung der Abwässer aus der Region verantwortet.

### Nachbargemeinden
|                                                          | Wald im Pinzgau                                        |                                               |
| Gerlos (Bez. Schwaz, Tir.) Brandberg (Bez. Schwaz, Tir.) | Kompassrose, die auf Nachbargemeinden zeigt            | Neukirchen am Großvenediger                   |
|                                                          | Prettau (BG Pustertal, BZ, Reg. Trentino-Südtirol, IT) | Prägraten am Großvenediger (Bez. Lienz, Tir.) |

### Klima
|                        | Jan  | Feb  | Mär  | Apr  | Mai  | Jun  | Jul  | Aug  | Sep  | Okt  | Nov  | Dez  |   |      |
| Mittl. Temperatur (°C) | −3,6 | −1,9 | 1,6  | 6,0  | 11,1 | 13,6 | 15,5 | 15,0 | 11,0 | 7,1  | 1,1  | −2,6 | ⌀ | 6,2  |
| Mittl. Tagesmax. (°C)  | 1,0  | 3,6  | 7,8  | 12,3 | 17,7 | 19,9 | 22,0 | 21,6 | 17,6 | 13,4 | 5,6  | 1,2  | ⌀ | 12   |
| Mittl. Tagesmin. (°C)  | −6,7 | −5,5 | −2,3 | 1,4  | 5,9  | 8,7  | 10,6 | 10,6 | 7,2  | 3,5  | −1,6 | −5,2 | ⌀ | 2,3  |
|                        |      |      |      |      |      |      |      |      |      |      |      |      |   |      |
| Luftfeuchtigkeit (%)   | 67,9 | 57,1 | 50,7 | 46,7 | 46,1 | 51,4 | 52,3 | 53,7 | 54,2 | 56,7 | 69,6 | 76,6 | ⌀ | 56,9 |

| −6,7 |

| −5,5 |

| −2,3 |

| 1,4 |

| 5,9 |

| 8,7 |

| 10,6 |

| 10,6 |

| 7,2 |

| 3,5 |

| −1,6 |

| −5,2 |

| −6,7 |

| −5,5 |

| −2,3 |

| 1,4 |

| 5,9 |

| 8,7 |

| 10,6 |

| 10,6 |

| 7,2 |

| 3,5 |

| −1,6 |

| −5,2 |

## Geschichte

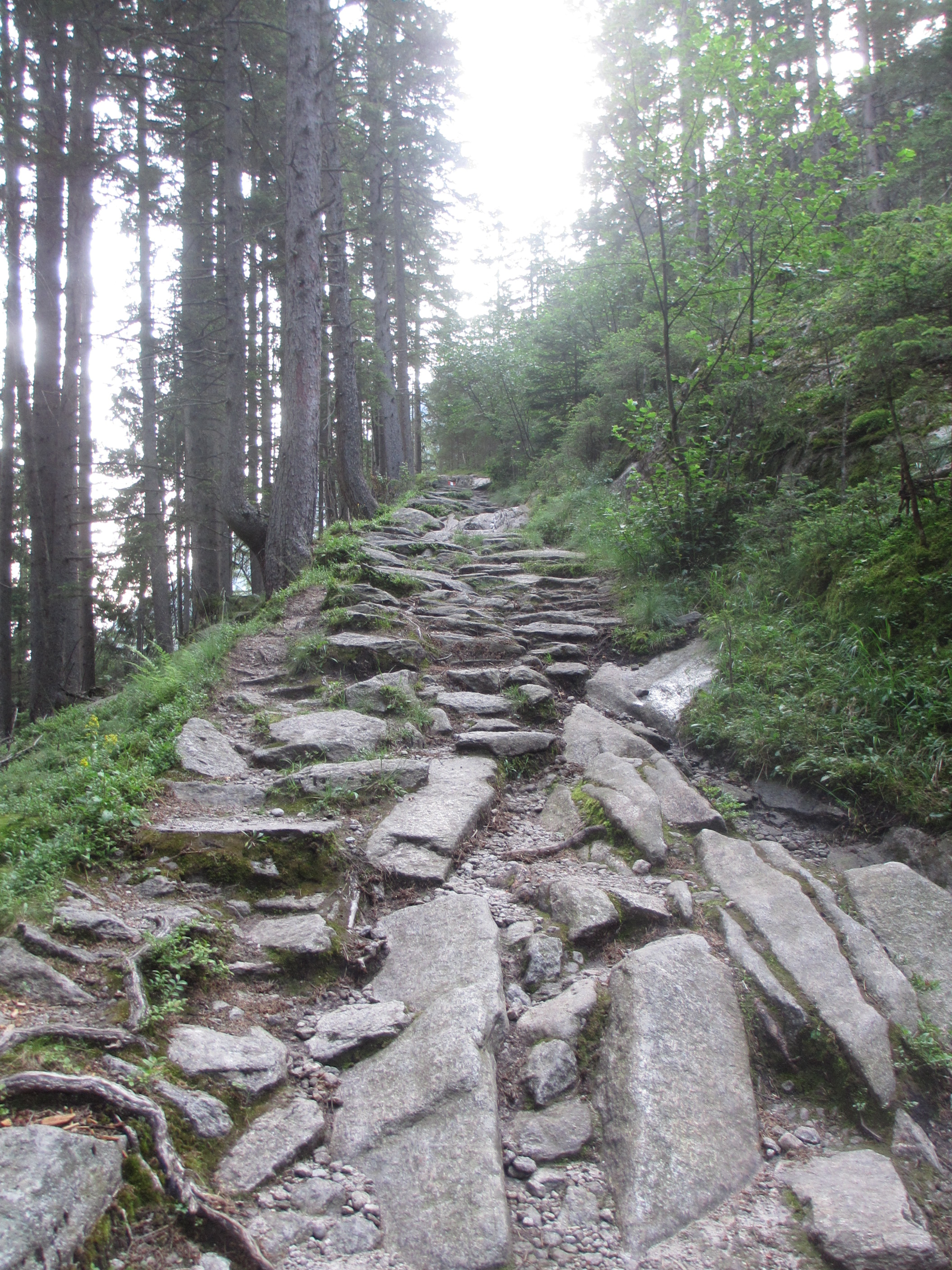
Alter Krimmler Tauernweg

### Ur- und Frühgeschichte bis Antike
Spuren erster Besiedlung des heutigen Gemeindegebiets von Krimml reichen bis in die Frühe Bronzezeit zurück. Belegt sind diese durch zahlreiche Funde aus dieser Epoche sowie aus der späteren Bronzezeit und der frühen Hallstattzeit, welche Grabungen unter dem Prähistoriker Martin Hell in der Mitte des 20. Jahrhunderts zu Tage gebracht haben.
Wie permanent diese frühen Besiedlung waren, ist heute schwer zu rekonstruieren. An der Wende vom 7. zum 6. vorchristlichen Jahrhundert vollzog sich im westalpinen Bereich der Wandel hin zu einer neuen Kultur, welche gemeinhin als keltisch bezeichnet wird. Etwas zeitversetzt setzte diese sich auch im ostalpinen Bereich durch.
Mit der keltischen Besiedlung bzw. der „Keltisierung“ der ansässigen Bevölkerung des heutigen Pinzgaus kann auch der Übergang von der Vor- bzw. Urgeschichte in das historische Zeitalter für diese Region datiert werden. Nach allgemeiner Übereinstimmung war der gesamte heutige Pinzgau und mit ihm Krimml Siedlungsgebiet der Ambisonten. Um 200 vor Christus entstand als loser Verband keltischer Stämme das Königreich Noricum, welches sehr bald in Kontakt zu seinen römischen Nachbarn trat. 15 v. Chr. wurden die Alpenkelten schließlich von den Römern unter den Stiefsöhnen des Augustus, Tiberius und Drusus unterworfen, so auch die Ambisonter, welche neben fast fünfzig weiteren Keltenstämmen beim großen Siegesdenkmal von La Turbie angeführt werden.
Im Jahr 10. v. Chr. wurde Regnum Noricum Teil des Römischen Reiches. Wie die cisalpinen, wurden auch die transalpinen Kelten zu Römern. Seit dieser Zeit ist die Benutzung des Krimmler Tauerns als Übergang belegt, wird allerdings schon seit der Bronzezeit als wahrscheinlich angenommen.
Mit den Römern kamen eine neue Sprache, eine neue Kultur und neue Waren in die Region und viele dieser Waren fanden ihren Weg über den Krimmler Tauern. 500 Jahre dauerte die Zugehörigkeit zum Römischen Reich. Die Assimilierung an die römische Kultur brachte es mit sich, dass die Kelten in diesem Raum von den Germanen als „Romanen“ oder „Walchen“ bezeichnet wurden. Unter Claudius wurde Noricum schließlich zur römischen Provinz, Iuvavum zur Municipialstadt, zu deren Verwaltungsbezirk auch das Gebiet des heutigen Ortes Krimml als Randgebiet gehörte.
Hinweise auf eine permanente Siedlung auf dem heutigen Gemeindegebiet in keltischer und römischer Zeit gibt es nicht. Auch in dieser Zeit ist vor allem die Bedeutung als Verkehrsverbindung in das angrenzende Ahrntal entscheidend. Laut Lahnsteiner schreibt Albert Muchar in seinem ersten Band von Das römische Noricum von bedeutenden Überresten einer Römerstraße hinauf auf den Krimmler Tauern sowie davon, dass das heutige Edenlehen eine alte Gast- und vor allem Raststätte vor dem Aufstieg zum Tauern war. Auch soll sich im Schmiedpalfen ein Felsenkeller zur Lagerung von Weinen befunden haben. Ansonsten gilt wohl, wie auch für das übrige Innergebirg, dass die Besiedlung äußerst dünn war (belegt ist etwa ein Gutshof im heutigen Bramberger Ortsteil Weyer). Die zunehmenden Einfälle der Alamannen und anderer germanischer Stämme führten zusätzlich zur Aufgabe der meisten Gutshöfe und ungeschützter Dörfer. Im Jahr 488 wurde die Bevölkerung Ufernoricums evakuiert und nach Italien überführt. Kleinere Bevölkerungsteile verblieben jedoch im Land und wurden von den Germanen als Romanen und Walchen bezeichnet.

### Mittelalter
Nach Kelten und Römern waren es nun die Bajuwaren, die eine neue Sprache und Kultur ins Land brachten. In der ersten Phase der bayerischen Landnahme blieb das Innergebirg allerdings weiter wenig attraktiv für eine stärke Besiedlung.
Als Teil des Herzogtums Bayern wurde die Grafschaft Oberpinzgau 1100 an die Grafen von Lechsgemünd vergeben. In diese Zeit fallen auch verstärkte Rodungen und Urbarmachung im Oberen Pinzgau, welche auch von einem allgemeinen Bevölkerungswachstum mitverursacht wurde. In einem Kaufvertrag des Lechsgemünder „Hausklosters“ Kaisheim mit dem Salzburger Erzbischof wird das erste Mal ein Gut mit dem Namen „Chrvmbel“ erwähnt.
1228 kommt der Oberpinzgau unter dem Erzbischof Eberhard II Eberhard von Regensberg zum Erzbistum Salzburg.
Aus dem Mittelalter sind, mit Ausnahme der Kirche, nur wenige Spuren erhalten. Diese ist allerdings eine der ältesten im Pinzgau. Das Kloster Raitenhaslach erhält 1244 durch eine Schenkung Eberhard II. eine Hube bei der „Kirchen in der Khrumbe“ – die erste Erwähnung der Pfarrkirche Krimml. Die Bedeutung des Tauernverkehrs in diesem Zusammenhang wird etwa dadurch ersichtlich, dass die zum Kloster Raitenhaslach gehörenden Güter jährlich eine Abgabe an Wallisch-Wein (Wein aus Italien) zu leisten hatten.
Mitte des 14. Jahrhunderts verzeichnete das erzbischöfliche Urbar für Krimml 12 Häuser. Bedeutung hatten die Übergänge ins benachbarte Ahrntal ins heutige Südtirol vor allem für Handwerker und Kaufleute (Wein- und Viehhandel) sowie für die Bauern, welche ihr Vieh im Sommer im Krimmler Achental weideten. Als wichtige Station vor dem Übergang ins Tirolerische ist bereits 1389 das Krimmler Tauernhaus schriftlich belegt. Dieses ist bist heute als Herberge und Jausenstation in Betrieb.

### Neuzeit
Die Reformation und die Bauernkriege erfassten auch die abgelegensten Winkel des Erzbistums Salzburg. Der Priester Josef Lahnsteiner führt in seiner Chronik für Krimml detailliert jene Familien und Lehen an, welche mit dem Protestantismus sympathisierten. Auch aus Krimml wurden jene ausgewiesen, welche nicht bereit waren, den Lehren der Reformation abzuschwören.
Krimml bildete im Erzstift Salzburg die westlichste Kreuztracht (Verwaltungssprengel mit einer Kirche), bestehend aus den Rotten Ober- und Unterkrimml, im Amtsbereich des Pfleggerichts Mittersill.
Bis 1555 gehörte Krimml kirchlich zu Bramberg, danach bis 1675 zu Neukirchen am Großvenediger und im Anschluss bis 1784 zu Wald im Pinzgau. 1784 wurde Krimml als Vikariat selbstständig.
Bei Lorenz Hübner findet sich im Jahr 1796 eine kurze Beschreibung der Einwohner Krimmls: „Man zählt nun hier 300 Menschen, ein lustiges, liberales und offenherziges Völkchen, ohne Trug und Falsch. Das Ortswirthshaus ißt auch Zeuge, daß es ein freudiges Völckchen ißt, das gerne tanzt und hüpft.“
Im Jahr 1803 endete mit der Säkularisation die geistliche Herrschaft über Salzburg nach über einem Jahrtausend. Darauf folgten das kurzlebige Kurfürstentum Salzburg 1803–1805, die Jahre der Zugehörigkeit zum Kaisertum Österreich bis 1809 und jene zum Königreich Bayern zwischen 1810 und 1816 als Salzachkreis. Als 1809 französische und bayerische Truppen Teile Salzburgs besetzten, tat sich der Sohn des Hinterlehenbauern in Krimml, Anton Wallner, besonders im Widerstand gegen die Besatzer hervor. Noch heute befindet sich im Ortszentrum von Krimml das Anton Wallner Denkmal. Es sind sowohl die historische Schützenkompanie, wie auch die Musikkapelle des Ortes nach Anton Wallner benannt. Seit einigen Jahren besteht im Ort auch die Mikrobrauerei Anton Wallner Bräu.
Zwischen 1816 und 1849 gehörte Salzburg als Salzburgkreis zur Provinz Oberösterreich und Salzburg, bevor es 1849/50 zur Errichtung des Kronlandes Salzburg kam. Das Zillertal wurde schon 1816 von Salzburg abgetrennt. Für Krimml bedeutet dies, dass nun auch der Gerlospass zu einem Grenzpass wurde.
Wie für die gesamte Region typisch, kennzeichnete auch Krimml in erster Linie die auf die Erzeugung von Milch und Milchprodukten beschränkte Viehwirtschaft. Aufgrund der arbeitsintensiven Produktion in der Hochgebirgsregion, war diese im Vergleich mit jener anderer Kronländer nicht konkurrenzfähig. Dies änderte sich erst mit dem Aufkommen des frühen Fremdenverkehrs, des Alpinismus und der damit einhergehenden verkehrstechnischen Anbindung im späten 19. Jahrhundert.
Bereits 1835 ließ der Pfleger von Mittersill, Ignaz von Kürsinger, bis zum oberen Ende des unteren Wasserfalls einen Weg sowie ein Touristen- und Malerhäuschen erbauen. 1879 wird schließlich durch den Deutschen Alpenverein sowie den Österreichischen Alpenverein ein mit Aussichtskanzeln und Brücken versehener Weg errichtet. 1898 schließlich fährt die Pinzgauer Lokalbahn von Zell am See bis nach Vorderkrimml (Ortsteil von Wald im Pinzgau), wodurch immer mehr Menschen die Wasserfälle besichtigen. Dies macht einen erneuten Ausbau des Wasserfallwegs notwendig, welcher schließlich durch die Alpenvereinssektion Warnsdorf durchgeführt wird. Bis zum Ausbruch des Ersten Weltkriegs nahm der Fremdenverkehr sukzessive zu, was sich in der Errichtung zahlreicher Schutzhütten sowie Gasthöfen widerspiegelt. Es entstanden 1898 beim Bahnhof Krimml die Bahnrestauration, 1899 die Restauration Falkenstein, 1900 das Hotel Krimmler Hof, 1901 das Gasthaus Filzstein in Hochkrimml, 1902 das „Hotel zu den Krimmlerfällen“.

### Zeitgeschichte
Von den 85 aus Krimml in den Ersten Weltkrieg eingerückten Männern fielen 20. In der Zwischenkriegszeit setzte sich der Wandel von einer rein agrarisch geprägten hin zu einer Fremdenverkehrsgemeinde weiter fort, und vor allem der beginnende Wintertourismus gewann zusehends an Bedeutung. Eine 1903 auf der Gerlosplatte errichtete Gaststätte wird 1932 zum Plattenhotel ausgebaut. Die Weltwirtschaftskrise sowie die Tausend-Mark-Sperre hatten allerdings schließlich einen fast völligen Einbruch des Fremdenverkehrs zur Folge.
Krimml zählt Anfang der 1930er Jahre zu den Hochburgen der Nationalsozialisten im Innergebirg, wo diese bei der Landtagswahl 1932 mit 37,92 % das beste Ergebnis im Bezirk erreichten. Nach dem Anschluss Österreichs wurden Krimml und Wald mit 1. Jänner 1939 zur Gemeinde Krimml-Wald vereint und erst mit Ende des Zweiten Weltkriegs wieder geteilt. In den Jahren 1939–1942 fungierte der vormalige Bürgermeister von Wald, der Landwirt Johann Oberhauser als Bürgermeister von Krimml-Wald, danach bis 1945 der vormalige Bürgermeister von Krimml, der Kaufmann Johann Schleinzer.
Die Historikerin Sonja Nothdurfter-Grausgruber beschreibt das Verhältnis der Krimmler zum NS-Regime als zwiespältig, da das bürgerliche Lager den neuen Machthabern bedingungslos anhing, während die Begeisterung der christlich-sozialen Bauern geringer war, da Kirchenkampf, Einschränkung ihrer Eigentumsrechte durch das Erbhofgesetz sowie die Hofkontrollen der Nationalsozialisten abgelehnt wurden.
Der Fremdenverkehr kam in den Kriegsjahren 1939–1945 zum Erliegen. Die Hotels und Gasthöfe wurden entsprechend anders genutzt. Ein Erholungsheim der deutschen Eisenbahner bestand in Krimml ebenso, wie ein Müttererholungsheim der nationalsozialistischen Volkswohlfahrt. Das Krimmler Achental wurde von hochrangigen Nationalsozialisten als Jagdgebiet benutzt. Auch zahlreiche ausländische Arbeiter („Ostarbeiter“, Kriegsgefangene) waren in Krimml, hier in erster Linie in der Landwirtschaft, eingesetzt.
Gegen Ende des Krieges kamen laut Lahnsteiner viele SS-Männer von Italien über den Krimmler Tauern, um von hier weiter in ihrer Heimat zu gelangen. Zudem waren mehr als 1000 Bombenflüchtlinge in den Krimmler Haushalten einquartiert. Von den 125 Krimmler Männern, die in den Zweiten Weltkrieg eingerückt waren, sind 34 gefallen. Am 10. Mai 1945 nahm ein Oberst der US-amerikanischen Armee mit seinen Offizieren Quartier im Gasthof Waltl.
Der Umstand, dass Krimml als einzige Gemeinde des Landes Salzburg – von 1945 bis 1955 in der amerikanischen Besatzungszone gelegen – an Italien grenzt (das westliche Nordtirol war französisch, das südliche Osttirol britisch besetzt), führte im Sommer 1947 zur Krimmler Judenflucht. Nachdem die zuvor genutzten Alpenübergänge in den britischen und französischen Besatzungszonen Österreichs für die tausenden von jüdischen Flüchtlingen aus Osteuropa gesperrt worden waren, überquerten 5000 jüdische Flüchtlinge auf dem Weg über Italien nach Palästina den Krimmler Tauernpass. Die Hüttenwirtin Liesl Geisler-Scharfetter verpflegte im Krimmler Tauernhaus diese Menschen, bevor sie schließlich die mühevolle Überquerung in das Südtiroler Ahrntal antraten. Jedoch waren auch die Täter auf der Flucht, und auch von diesen wählten viele den Weg über den Krimmler Tauern nach Italien und von dort oft weiter nach Südamerika. Die Gemeinde Krimml stellte in dieser Zeit viele Personalausweiskarten zum Grenzübertritt aus.
Mit dem Wirtschaftswunder setzte schon früh nach dem Zweiten Weltkrieg auch der Fremdenverkehr wieder ein, welcher im Laufe der Jahrzehnte seinen Schwerpunkt immer stärker auf den Wintertourismus legte. Große Infrastrukturprojekte stellten der Bau der Gerlos Alpenstraße sowie des Speicher Durlaßboden in den frühen 1960er Jahren dar. 1963 wurden die ersten Schlepplifte auf der Gerlosplatte errichtet und das Skigebiet sukzessive weiter ausgebaut. Den vorläufigen Höhepunkt stellte der Zusammenschluss mit angrenzenden Skigebieten in Königsleiten und dem Zillertal zur Zillertal Arena 2003 dar. In der Hochkrimml entstand, ähnlich der Siedlung Königsleiten im Gemeindegebiet von Wald im Pinzgau ein Almdorf, wodurch die Wintertouristen in unmittelbarer Nähe zum Skigebiet untergebracht werden konnten. Bis dato nicht realisiert, aber immer wieder diskutiert wird ein Seilbahnprojekt, welches den eigentlichen Ort Krimml direkt mit der Zillertal Arena verbinden soll.
1967 wurden die Krimmler Wasserfälle mit dem Europäischen Diplom für geschützte Gebiete ausgezeichnet und mit der Errichtung des Nationalpark Hohe Tauern wurde Krimml 1981 Nationalparkgemeinde.

### Etymologie
Der Ortsname ist eine Herleitung von dem Wort Krümmung, ahd. krumbi, da die Krimmler Ache kurz vor ihrer Mündung in die Salzach an der heutigen Gemeindegrenze zwischen Krimml und Wald im Pinzgau eine landschaftlich markante Biegung aufweist. Ein erster Beleg in der Form Chrumbellun findet sich 1184, danach mehrfach und in verschiedenen Schreibungen. Der Wechsel des Stammvokals von [u] zu [i] erfolgte zuerst als ein Effekt des I-Umlauts von [u] zu [y] und danach als Entrundung von [y] zu [i].

### Sprache
Bis in die erste Hälfte des 20. Jahrhunderts wurde in Krimml ein vom restlichen Pinzgau deutlich unterscheidbarer Dialekt gesprochen, der eine starke Ähnlichkeit mit jenen des angrenzenden Tirol aufwies. Im Laufe des 20. Jahrhunderts, vermutlich durch die Folgen der neuen Grenzziehung nach dem Ersten Weltkrieg und den aufkommenden Tourismus, verschwand aber diese von manchen als „Altkrimmlerisch“ bezeichnete Mundart und hat heute keine Sprecher mehr. Das Wort „just“ in der Bedeutung von „nur“ oder „lediglich“, welches im Pinzgauerischen typisch mit einem langgezogenen Vokal ausgesprochen wird, wurde in Krimml, wie für viele Tiroler Dialekte typisch, als „juscht“ ausgesprochen. Ebenso hieß es „hosch“ statt „hôst“ („du hast“), „bisch“ statt „bist“ (mit langgezogenem Vokal; „du bist“) oder „z'morgats“ statt „a da Friah“ („morgens“, „in der Früh“).
Heute wird aber auch in Krimml die für den Oberpinzgau typische Variante des Pinzgauerischen Dialekts gesprochen, welche einzelne Besonderheiten aufweist. So spricht man etwa in Krimml von „Grantn“ statt „Grangn“ (Preiselbeeren), oder man sagt „g'schnochts“ anstatt „d'schnochts“ für „am Abend“ bzw. abends.

## Politik

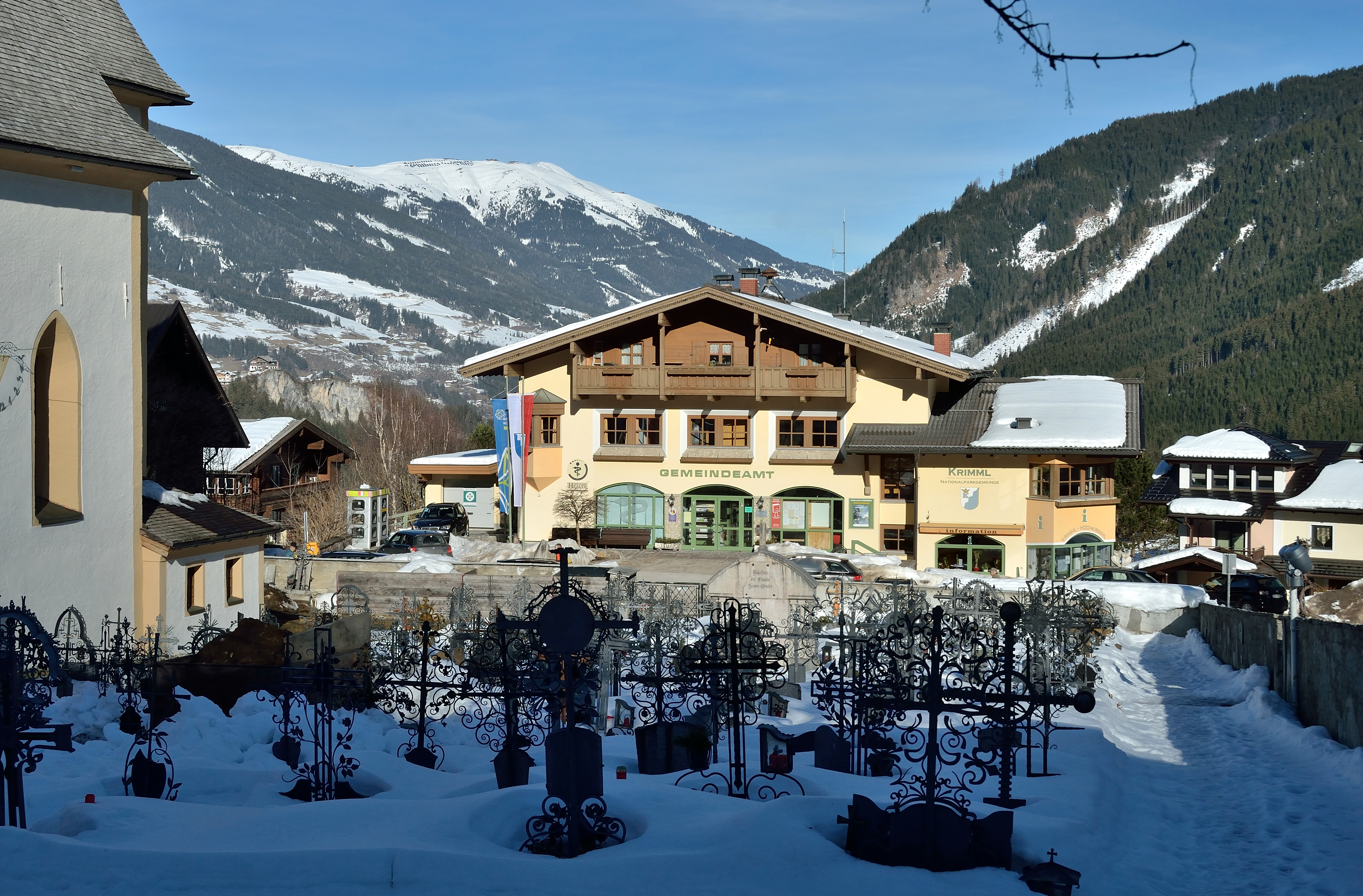
Gemeindeamt unterhalb des Friedhofs

### Gemeinderat
| Gemeinderatswahl 2024Wahlbeteiligung: 83,4 % 6050403020100 57,7 % (−0,2 %p)42,3 % (+0,2 %p) ÖVPSPÖ20192024 |

Die Gemeindevertretung hat insgesamt 13 Mitglieder.
- Mit den Gemeindevertretungs- und Bürgermeisterwahlen in Salzburg 2004 hatte die Gemeindevertretung folgende Verteilung: 7 ÖVP, 5 SPÖ, und 1 ÜWK.
- Mit den Gemeindevertretungs- und Bürgermeisterwahlen in Salzburg 2009 hatte die Gemeindevertretung folgende Verteilung: 7 ÖVP, 5 SPÖ, und 1 ÜWK.
- Mit den Gemeindevertretungs- und Bürgermeisterwahlen in Salzburg 2014 hatte die Gemeindevertretung folgende Verteilung: 7 ÖVP und 6 SPÖ.
- Mit den Gemeindevertretungs- und Bürgermeisterwahlen in Salzburg 2019 hatte die Gemeindevertretung folgende Verteilung: 8 ÖVP und 5 SPÖ.
- Mit den Gemeindevertretungs- und Bürgermeisterwahlen in Salzburg 2024 hat die Gemeindevertretung folgende Verteilung: 8 ÖVP und 5 SPÖ.[33]

### Bürgermeister
| Name                   | Beruf                                                                           | Zeit                                                                   |
| ---------------------- | ------------------------------------------------------------------------------- | ---------------------------------------------------------------------- |
| Simon Geisler          | Handlbauer                                                                      | 1908–1912                                                              |
| Andrä Bachmaier        | Duxerbauer                                                                      | 1912–1919                                                              |
| Anton Hofer            | Gastwirt                                                                        | 1919–1922                                                              |
| Nikolaus Lerch         | Bamerbauer                                                                      | 1922–1925                                                              |
| Stefan Lerch           | Veitenbauer                                                                     | 1925–1938                                                              |
| Hans Schleinzer        | Kaufmann                                                                        | März 1938 bis 13. Dezember 1938 (Fusion der Gemeinden Wald und Krimml) |
| Johann Oberhauser      | Bürgermeister von Krimml-Wald                                                   | 14. Dezember 1938–1942                                                 |
| Hans Schleinzer        | Bürgermeister von Krimml-Wald                                                   | 1942–1945                                                              |
| Stefan Lerch           | Veitenbauer                                                                     | April 1945 – Mai 1945                                                  |
| Ernst Hofer            | Sandbichlbauer                                                                  | Mai 1945 – Frühjahr 1946                                               |
| Stefan Lerch           | Veitenbauer                                                                     | 1945–1949                                                              |
| Johann Oberholenzer    | Duxerbauer                                                                      | 1949–1957                                                              |
| Jakob Lerch            | Bamerbauer                                                                      | 1957–1964                                                              |
| Ferdinand Oberholenzer | Duxerbauer                                                                      | 1964–2003                                                              |
| Erich Czerny           | Geschäftsführer Regionalverband Oberpinzgau, Direktor Tourismusschulen Bramberg | 2003 –                                                                 |

- Bürgermeister bis 1957[36]
- Bürgermeister bis heute[37]

### Wappen
Blasonierung des Gemeindewappens: „Durch schräglinken Wellenschnitt von Silber über Blau geteilt und darin oben die blaue Initiale ‚K‘, überhöht von einer blauen Krone.“

## Kultur und Sehenswürdigkeiten

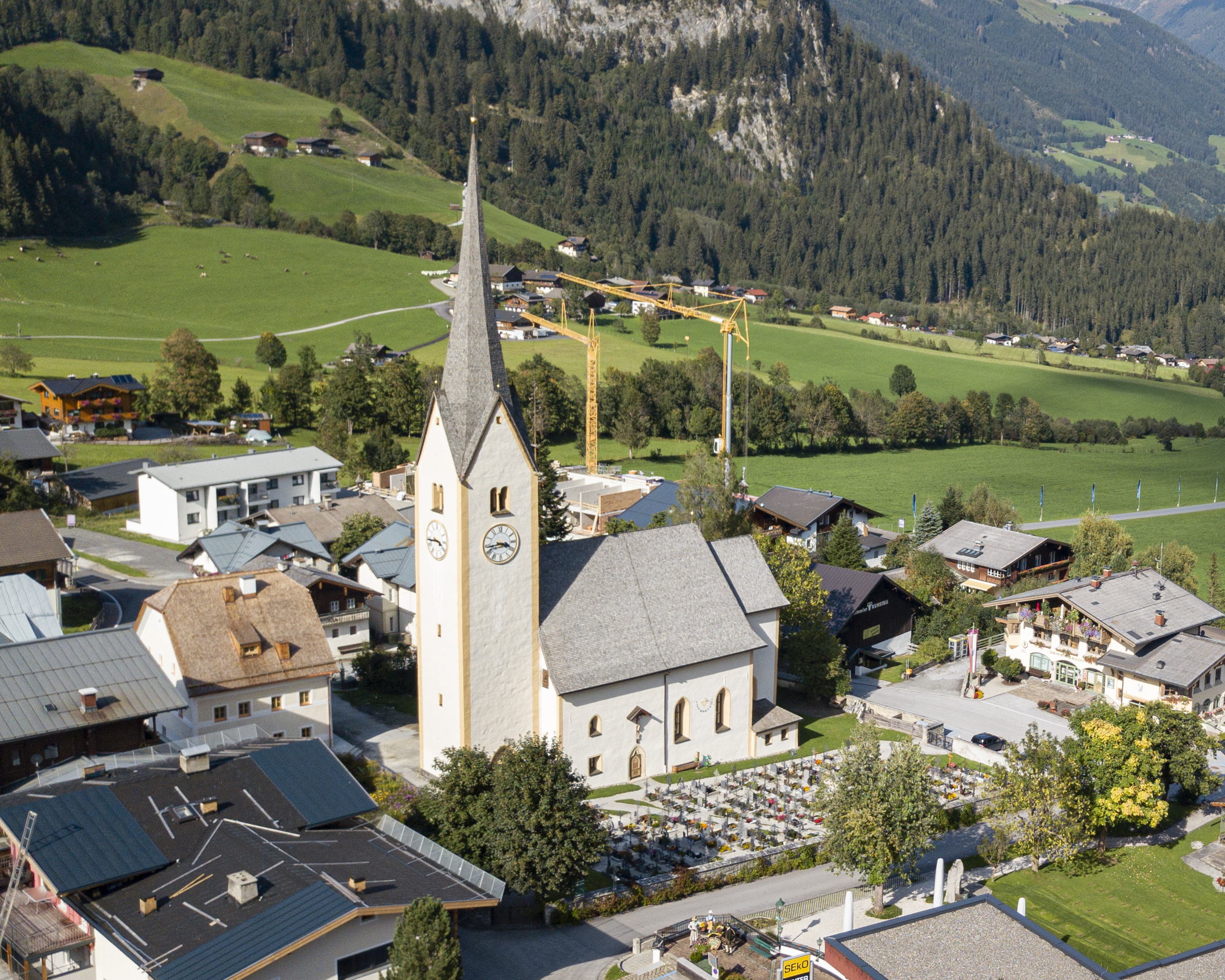
Pfarrkirche Krimml

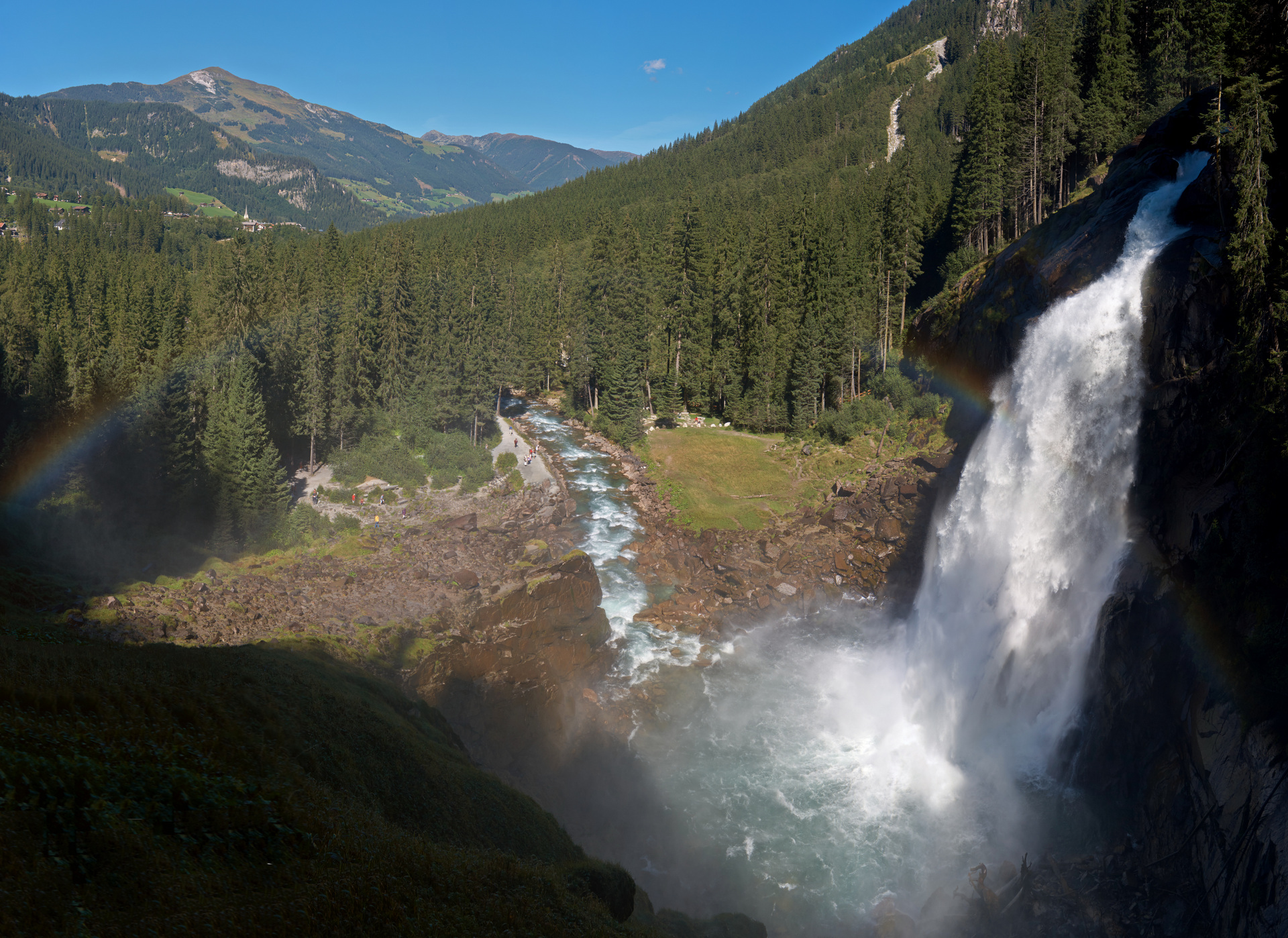
Krimmler Wasserfälle Untere Fallstufe

- Katholische Pfarrkirche Krimml hl. Jakobus der Ältere
- Krimmler Wasserfälle: die Wasserfälle haben insgesamt eine Fallhöhe von 380 m
- Krimmler Achental
- Krimmler Tauernhaus
- Krimmler Tauern
- Birnlücke
- Durlaßboden-Speicher
- Plattenkogel
- Gerlospass
- WasserWunderWelt – Erlebnis Wasser

Brauchtum
Obwohl die Gemeinde Krimml politisch nie zu Tirol gehörte, hat die geographische Nähe und der intensive Austausch, sowohl mit dem Zillertal, vor allem aber auch mit dem angrenzenden Südtiroler Ahrntal dazu geführt, dass sich in Krimml sowohl Bräuche, wie auch kulinarische Besonderheiten finden, die im restlichen Pinzgau unbekannt sind. Zum anderen finden sich natürlich viele der im Salzburger Raum verbreiteten Bräuche auch in Krimml wieder.
Zu den Besonderheiten des Krimmler Brauchtums zählen u. a.:
„Osterfochiz“: Das Wort selbst leitet sich wohl vom italienischen Focaccía ab und bezeichnet ein Fladenbrot aus Weizenmehl, welches zu Ostern gebacken wird und traditionell von den Pateneltern an die Patenkinder verschenkt wird. Dabei wird es so gebacken, dass in der Mitte eine kleine Mulde entsteht, in welche die gefärbten Eier gelegt werden. In seiner ursprünglichen Form ist aber die Fochiz auch in Krimml beinahe in Vergessenheit geraten. In Südtirol, besonders im Vinschgau, ist der Name Oster-Fochaz geläufig. Zu Allerheiligen werden die Patenkinder hingegen mit einem Hirsch (aus Weißbrot oder Milchbrot) beschenkt. Diese Tradition findet sich aber auch in anderen Regionen Salzburgs und ist vermutlich keltischen Ursprungs.
„Alperer“ („Genoiperer“): Um den Tag des Heiligen Martin ziehen in Krimml Burschen zwischen acht und vierzehn Jahren von Haus zu Haus. Einer, als Melker verkleidet, ist neben einem Bockshorn mit einem großen Korb ausgestattet, in den die Besuchten ihre Geschenke – meist in Form von Süßigkeiten – geben. Auch Geld wird vielfach verschenkt, welches am Ende des Tages aufgeteilt wird. Die restlichen Burschen haben um den Bauch gebundene Kuhglocken, mit welchen sie, nachdem der Melker mit dem Horn Signal gegeben hat, vor jedem Haus ausgiebig läuten. Auch dieser Brauch ist im restlichen Pinzgau unbekannt, wohingegen sich in Südtirol, sowohl bei den Deutsch-, wie auch bei den Ladinischsprachigen Bewohnern ähnliche Traditionen finden.
„Lessln“: In der Thomasnacht, vom 21. auf den 22. Dezember, wird in Krimml noch heute vereinzelt das Los gezogen und in die Zukunft geblickt. Dabei werden neun Hüte auf einem Tisch verteilt und unter jedem Hut ein Symbol versteckt. Jedem Symbol ist eine Weissagung zugeordnet. Jene Person, welche in ihre Zukunft blicken möchte, verlässt nun drei Mal den Raum, damit die anderen die Symbole unter den Hüten vertauschen können. Drei Mal werden nun drei Hüte gehoben und wird eines der Symbole drei Mal ausgelost, so trifft dem Aberglauben nach, die entsprechende Weissagung ein.
Auch im kulinarischen Bereich fanden sich lange Zeit Besonderheiten, welche auf den Austausch mit dem Ahrntal zurückzuführen sind. Während sich heute auch in Krimml die bekannte Pinzgauer Art der Zubereitung von Kasnocken durchgesetzt hat, wurden diese ursprünglich, nach Ahrntaler Art zubereitet.

## Wirtschaft und Infrastruktur

### Bildung
Die Gemeinde Krimml hat einen Gemeindekindergarten und eine Volksschule.

### Verkehr

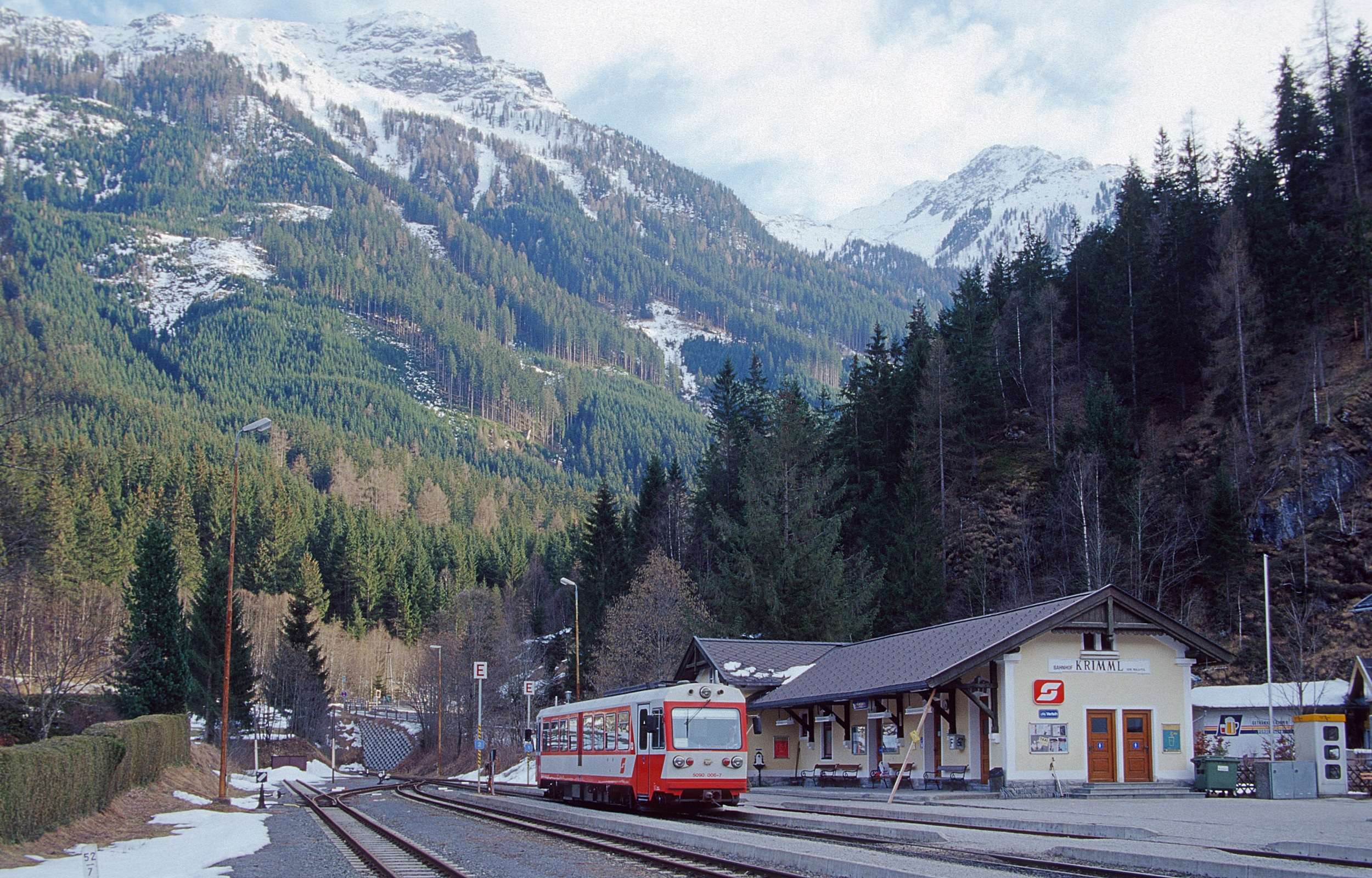
Der Bahnhof Krimml

Zum Ort besteht eine Straßenverbindung von Zell am See über die Gerlosstraße (B165), die bei Passierbarkeit des Gerlospasses auch eine Verbindung nach Gerlos und damit zum Zillertal darstellt.
Bis 2005 war der Ort vom Bahnhof Krimml, welcher außerhalb des Ortes, etwa 3 km von den Wasserfällen entfernt, auf dem Gemeindegebiet von Wald im Pinzgau liegt, mit der Pinzgauer Lokalbahn von Zell am See aus per Bahn erreichbar. Ab 2005 war die Strecke wegen eines Hochwassers zwischen Mittersill und dem Bahnhof Krimml nicht mehr befahrbar. Der Verkehr auf der wiederaufgebauten Schmalspurbahn wurde am 11. September 2010 erneut aufgenommen. Nach einem erneuten Hochwasser 2021 wurde die Strecke abermals an vielen Stellen zerstört. Der Wiederaufbau begann 2023. Stand 2025 ist noch nicht absehbar, wann Wald im Pinzgau und der Bahnhof Krimml wieder an den Bahnverkehr angeschlossen sein werden. Auch eine Verlängerung der Bahn bis zu den Krimmler Wasserfällen ist wieder im Gespräch.
Es verkehren regelmäßig Postbusse in Richtung Zell am See und retour. Tariflich sind diese ebenso wie die Lokalbahn Teil des Salzburger Verkehrsverbundes.

## Persönlichkeiten

### Ehrenbürger der Gemeinde
- 1950: Stefan Lerch, Bürgermeister von Krimml 1925–1938, 1945 und 1946–1949[42]

### Söhne und Töchter der Gemeinde
- Anna Reindl (1903–1942), Widerstandskämpferin (KPÖ)
- Liesl Geisler (1905–1985), Hüttenwirtin
- Franz Innerhofer (1944–2002), Schriftsteller

### Mit der Gemeinde verbundene Persönlichkeiten
- Simon Geisler (1868–1931), Nationalratsabgeordneter, geboren in Gerlos, Gastwirt und Bauer in Krimml
- Sybille Schmitz (1909–1955), deutsche Schauspielerin; lebte gemeinsam mit ihrem Mann, dem deutsch-schwedischen Drehbuchautor Harald G. Petersson (1904–1977) teilweise in Krimml
- Anton Wallner (1758–1810), Salzburger Freiheitskämpfer, aufgewachsen in Krimml
- Helmut Zobl (* 1941), bildender Künstler, aufgewachsen in Krimml